# Liste des monuments historiques de Saint-Pierre (La Réunion)
Pour l’article homonyme, voir Liste des monuments historiques de Saint-Pierre (Martinique).
Cet article recense les bâtiments protégés au titre des monuments historiques de Saint-Pierre de La Réunion, en France.

## Liste
| Monument                                             | Adresse                                                 | Coordonnées                      | Notice         | Protection | Date      | Illustration                                         |
| ---------------------------------------------------- | ------------------------------------------------------- | -------------------------------- | -------------- | ---------- | --------- | ---------------------------------------------------- |
| Ancienne gare de chemin de fer                       | 17 boulevard Hubert-Delisle                             | à géolocaliser                   | « PA97400121 » | Inscrit    | 2012      | Ancienne gare de chemin de fer                       |
| Maison Motais de Narbonne                            | Rue Marius-et-Ary-Leblond                               | 21° 20′ 18″ sud, 55° 28′ 41″ est | « PA00105832 » | Inscrit    | 1989      | Maison Motais de Narbonne                            |
| Maison Vasseur                                       | 8, rue Marius-et-Ary-Leblond                            | 21° 20′ 22″ sud, 55° 28′ 43″ est | « PA00105846 » | Inscrit    | 1991      | Maison Vasseur                                       |
| Hôtel de ville de Saint-Pierre                       |                                                         | 21° 20′ 31″ sud, 55° 28′ 40″ est | « PA00105829 » | Classé     | 1982      | Hôtel de ville de Saint-Pierre                       |
| École Saint-Charles                                  | Rue Marius-et-Ary-Leblond                               | 21° 20′ 18″ sud, 55° 28′ 39″ est | « PA00105830 » | Inscrit    | 1984      | École Saint-Charles                                  |
| Maison Adam de Villiers                              | Rue Barquissau ou rue Marius-et-Ary-Leblond             | 21° 20′ 19″ sud, 55° 28′ 38″ est | « PA00105831 » | Inscrit    | 1988      | Maison Adam de Villiers                              |
| Entrepôt Kerveguen                                   | Boulevard Hubert-Delisle                                | 21° 20′ 32″ sud, 55° 28′ 44″ est | « PA00135694 » | Inscrit    | 1995      | Entrepôt Kerveguen                                   |
| Domaine de la Vallée                                 | Chemin Badamier                                         | 21° 18′ 20″ sud, 55° 27′ 18″ est | « PA00105839 » | Classé     | 1989      | Domaine de la Vallée                                 |
| Maison Orré                                          | 50, rue Désiré-Barquisseau                              | 21° 20′ 21″ sud, 55° 28′ 38″ est | « PA97400034 » | Inscrit    | 1998      | Maison Orré                                          |
| Usine de Pierrefonds                                 |                                                         | 21° 18′ 07″ sud, 55° 25′ 41″ est | « PA97400036 » | Inscrit    | 1998      | Usine de Pierrefonds                                 |
| Maison Loupy                                         | 24, rue Archambaud                                      | 21° 20′ 17″ sud, 55° 28′ 44″ est | « PA97400033 » | Inscrit    | 1998      | Maison Loupy                                         |
| Église Saint-Pierre-Saint-Paul                       | 54, rue Auguste-Babet                                   | 21° 20′ 17″ sud, 55° 28′ 49″ est | « PA97400029 » | Inscrit    | 1998      | Église Saint-Pierre-Saint-Paul                       |
| Presbytère de l'église Saint-Pierre-Saint-Paul       | 66, rue Auguste-Babet                                   | 21° 20′ 13″ sud, 55° 28′ 50″ est | « PA97400030 » | Inscrit    | 1998      | Presbytère de l'église Saint-Pierre-Saint-Paul       |
| Maison des directeurs de Grands Bois                 | 257 avenue du Général-de-Gaulle ou route nationale 2    | 21° 21′ 38″ sud, 55° 31′ 38″ est | « PA97400035 » | Inscrit    | 1998      | Maison des directeurs de Grands Bois                 |
| Marché couvert de Saint-Pierre                       | Rue Victor-le-Vigoureux ou ruelle du Vieux-Gouvernement | 21° 20′ 27″ sud, 55° 28′ 25″ est | « PA97400031 » | Inscrit    | 1998      | Marché couvert de Saint-Pierre                       |
| Maison Canonville                                    | 17, rue Auguste-Babet                                   | 21° 20′ 25″ sud, 55° 28′ 44″ est | « PA97400032 » | Inscrit    | 1998      | Maison Canonville                                    |
| Maison Levesque                                      | 20, rue Archambaud                                      | 21° 20′ 19″ sud, 55° 28′ 43″ est | « PA97400044 » | Inscrit    | 2000      | Maison Levesque                                      |
| Propriété Mon Repos                                  | Allée de Mon-Repos                                      | 21° 18′ 44″ sud, 55° 27′ 36″ est | « PA97400071 » | Inscrit    | 2008      | Propriété Mon Repos                                  |
| Cheminée Mon Repos 2                                 |                                                         | 21° 18′ 30″ sud, 55° 27′ 37″ est | « PA97400070 » | Inscrit    | 2002      | Cheminée Mon Repos 2                                 |
| Cheminée Isautier                                    | 2, rue François-Isautier                                | 21° 20′ 33″ sud, 55° 28′ 24″ est | « PA97400069 » | Inscrit    | 2002      | Cheminée Isautier                                    |
| Cheminée de Basse-Terre                              | Allée des Poudriers                                     | 21° 19′ 32″ sud, 55° 28′ 34″ est | « PA97400068 » | Inscrit    | 2023      | Cheminée de Basse-Terre                              |
| Cheminée de Ravine-des-Cabris                        | Chemin Moulin-à-Café                                    | 21° 16′ 59″ sud, 55° 28′ 27″ est | « PA97400074 » | Inscrit    | 2002      | Cheminée de Ravine-des-Cabris                        |
| Cheminée de Grands Bois                              | Usine de Grands Bois                                    | 21° 21′ 36″ sud, 55° 31′ 36″ est | « PA97400075 » | Inscrit    | 2002      | Cheminée de Grands Bois                              |
| Cheminée La Vallée                                   |                                                         | 21° 18′ 20″ sud, 55° 27′ 20″ est | « PA97400073 » | Inscrit    | 2002 2023 | Cheminée La Vallée                                   |
| Cheminées La Rivière-Saint-Étienne                   | Route de l'Entre-Deux                                   | 21° 17′ 26″ sud, 55° 27′ 03″ est | « PA97400072 » | Inscrit    | 2002      | Cheminées La Rivière-Saint-Étienne                   |
| Cheminée Mahavel                                     | 11, allée des Bois-Noirs                                | 21° 16′ 52″ sud, 55° 27′ 50″ est | « PA97400076 » | Inscrit    | 2002      | Cheminée Mahavel                                     |
| Lavoir de Casabona                                   | Ruelle du Lavoir                                        | 21° 20′ 05″ sud, 55° 28′ 17″ est | « PA97400081 » | Inscrit    | 2006      | Lavoir de Casabona                                   |
| Ancien tribunal de première instance de Saint-Pierre | 60, rue Victor-le-Vigoureux                             | 21° 20′ 20″ sud, 55° 28′ 30″ est | « PA97400082 » | Inscrit    | 2006      | Ancien tribunal de première instance de Saint-Pierre |
| Ancienne gendarmerie de Saint-Pierre                 | 2, rue du Four-à-Chaux                                  | 21° 20′ 34″ sud, 55° 28′ 39″ est | « PA97400083 » | Inscrit    | 2006      | Ancienne gendarmerie de Saint-Pierre                 |
| Bassin de radoub de Saint-Pierre                     |                                                         | 21° 20′ 39″ sud, 55° 28′ 28″ est | « PA97400080 » | Inscrit    | 2006      | Bassin de radoub de Saint-Pierre                     |
| Temple des Casernes                                  | Rue des Casernes                                        | 21° 19′ 51″ sud, 55° 28′ 56″ est | « PA97400104 » | Inscrit    | 2010      | Temple des Casernes                                  |
| Chapelle Notre-Dame-de-Lourdes                       | Allée Bois-Noirs, Bois d'Olives                         | 21° 17′ 45″ sud, 55° 26′ 59″ est | « PA97400139 » | Inscrit    | 2015      | Image manquante Téléverser                           |
| Immeuble Beldame                                     | 10, rue Méziaire-Guignard                               | 21° 20′ 30″ sud, 55° 28′ 41″ est | « PA97400138 » | Inscrit    | 2015      | Image manquante Téléverser                           |